# Nisoi Paxoi Kai Antipaxoi Kai Evryteri Thalassia Periochi
Nisoi Paxoi Kai Antipaxoi Kai Evryteri Thalassia Periochi este o arie protejată (arie specială de conservare — SAC, sit de importanță comunitară — SCI) din Grecia întinsă pe o suprafață de 135.527,9 ha, integral pe uscat.

## Localizare
Centrul sitului Nisoi Paxoi Kai Antipaxoi Kai Evryteri Thalassia Periochi este situat la coordonatele 39°13′18″N 20°14′16″E / 39.221615°N 20.237745°E.

## Înființare
Situl Nisoi Paxoi Kai Antipaxoi Kai Evryteri Thalassia Periochi a fost declarat sit de importanță comunitară în august 1996 pentru a proteja 3 specii de animale. Situl a fost protejat și ca arie specială de conservare în martie 2011.

## Biodiversitate
Situată în ecoregiunile marină mediteraneană și mediteraneană, aria protejată conține 12 habitate naturale: Bancuri de nisip acoperite în permanență slab de apă marină, Straturi cu Posidonia (Posidonion oceanicae), Recifuri, Faleze cu vegetație de Limonium spp. endemic de pe coastele mediteraneene, Dune mobile cu vegetație embrionară, Matorral arborescenți cu Juniperus spp., Tufărișuri termo-mediteraneene și de pre-deșert, Sarcopoterium spinosum phryganas, Peșteri marine scufundate complet sau parțial, Păduri de Cupressus (Acero-Cupression), Păduri de Olea și Ceratonia, Păduri de pin mediteraneene cu pini mezogeni endemici.
La baza desemnării sitului se află mai multe specii protejate:
- mamifere (1): delfin mare (Tursiops truncatus)
- reptile (2): Caretta caretta, Chelonia mydas

Pe lângă speciile protejate, pe teritoriul sitului au mai fost identificate 14 specii de plante, 4 specii de mamifere, 11 specii de nevertebrate, 2 specii de pești.